# عمل خيري

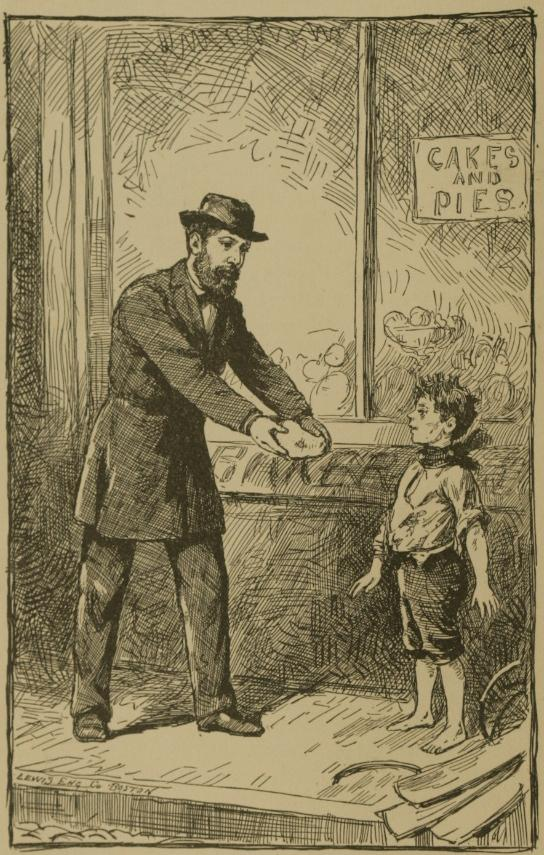

عمل خيري أو العمل الخيري هو كل مال أو جهد أو وقت، يُبذل من أجل نفع الناس وإسعادهم والتخفيف من معاناتهم، وله أهمية بالغة في القيام ببرامج التنمية بكل جوانبها ودوره آخذ في التنامي بكل دول العالم، والعمل الخيري قديم قِدَم الإنسان، وحثت الديانات السماوية عليه، و سبّاقة في الدعوة إليه بجميع أشكاله، وللعمل الخيري في الإسلام خصائص تميزه عن غيره من أعمال الخير في الديانات والفلسفات الأخرى، وتظافرت الآيات القرآنية، والأحاديث النبوية، للدعوة إلى عمل الخير ويلزم أن يكون له موارد بشرية ومالية، ومصارف تتلاءم مع أهدافه وغاياته، وللعمل الخيري مقاصد شرعية وآثار تربوية واجتماعية ونفسية تعود على الفرد والمجتمع.

## مفهوم العمل الخيري
هو عمل تبرعي أو تطوعي يقدمه الإنسان لغيره، خدمة للمحتاجين إليه، بغض النظر عن دينهم أو أفكارهم، دون أن يأخذ عليه مقابلاً مادياً، ولكن ليحقق هدفاً، أكبر، وقد يكون عند البعض من أجل الحصول على الثناء والشهرة أو بدوافع سياسية أو نحو ذلك، وفي الإسلام المؤمن يفعل ذلك لأغراض تتعلق بالآخرة، رجاء الثواب من الله وحده.

## العمل الخيري قبل الإسلام
ارتبطت نشأة العمل الخيري بنشأة الإنسان، حيث شهدت معظم المجتمعات أشكالاً وصوراً متعددة من الأعمال الخيرية، إذ تشير الشواهد والأثريات المكتشفة إلى أن كل حضارة من الحضارات القديمة شهدت كثير من الأعمال التطوعية، واقترح أرسطو خطة، ليس للإغاثة المادي فحسب، ولكن أيضا لرعاية طبقة الأرقاء، باعتبارها جزء لا يتجزأ عن الشعب، ذلك الاقتراح الذي سبق زمانه بكثير من القرون، فالعمل الخيري التطوعي قديم قِدَم الإنسانية، وفي مرحلة ما قبل ظهور الأديان السماوية؛ إلا أنها لم تتخذ طريقاً واضحاً، إلا عند نزول الشرائع السماوية، فقد دعت الأديان السماوية الثلاثة: اليهودية والمسيحية والإسلام إلى العمل الخيري في المجال الاجتماعي والإنساني.

## العمل الخيري في الإسلام
للإسلام في تاريخه الطويل دور بارز في إقرار مبادئ العمل الخيري وتنميتها وتنظيمها على قواعد ربانية ثابتة، من أجل ضمان استمراريتها، وهو تفعيلٌ للعمل الخيري، وما فيه من دور حيوي وإيجابي في تنمية المجتمعات وتطويرها، وهو ما تقوم به المؤسسات الخيرية اليوم، وإن اختلفت مسمياتها.

## خصائص العمل الخيري في الإسلام
أولاً: الشمول: إذ يقدم المسلم الخير والعون لكل من هو في حاجة إليه، سواء كان قريباً أم بعيداً، صديقاً أم عدواً، مسلماً أم كافراً، إنساناً أم حيواناً.
ثانياً: التنوع والاستمرارية: لا يأخذ فعل الخير لدى الفرد ولا الجماعة المسلمة صورة واحدة، بل تتعدد صوره بحسب حاجات الناس ومطالبهم، وبحسب قدرة فاعل الخير، لأن فعل الخير عند المسلم، إما فريضة دورية يلزمه أداؤها بحكم إيمانه وإسلامه، مثل زكاة المال الواجبة، أو فريضة غير دورية، مثل نفقة القريب على قريبه المعسر، وغير ذلك، فهذه كلها واجبات يؤديها المسلم.
ثالثاً: الرقي في التنفيذ والأداء: فمن ينهض بواجب العمل الخيري مقيد بقواعد وضوابط وسنن، فالمسلم عندما يؤدي واجباته الدينية الملزمة وغير الملزمة، عليه أن يتضمن جملة من الضوابط، وأهمها: احترام المحتاج، والستر عليه، والحفاظ على هيبة المتلقي، والإخلاص، وخلو العمل الخيري من كل مظاهر النفعية.
رابعاً: قوة الحوافز: فعمل الخير عند المسلمين، وراءه حوافز قوية، تُغري بحبِّه، وتدفع إلى فعله، وتبعث على تبنيه والدعوة إليه، والتسابق على تحقيقه.

## الموارد المالية للعمل الخيري في الإسلام

### الزكاة
وهي أول المصادر وأهمها، لأنها من الناحية الفقهية تدخل في إطار نُصرة الدين، والعمل على رفع راية الإسلام، وتحقيق التكافل العام بين أصناف المجتمع، وتعتبر الدولة الإسلامية هي أول من جيَّشت الجيوش، وأعلنت الحرب، من أجل انتزاع حقوق الفقراء من الأغنياء، وقال في ذلك الخليفة أبو بكر: "والله لو منعوني عِقالاً –أي حبل بعير-، كانوا يؤدونه لرسول الله، لقاتلتهم عليه".

### الصدقات التطوعية
وهي الأموال التي يخرجها المسلم من ماله تطوعاً، يبتغي بها وجه الله ومثوبته، ولا يرجو منها مردوداً دنيوياً، بل عينه على ما ينتظره من الأجر في الدار الآخرة.

### الحقوق الواجبة في المال بعد الزكاة
أبرز هذه الحقوق: حق كفالة العيش الملائم لمن يعيش في كنف المجتمع المسلم، بحيث تحقق له الكفاية التامة من مأكل ومشرب وملبس ومسكن، وكل ما لابد منه.

### الدعم المجتمعي
وهو المصدر الأكبر، الذي تعتمد عليه المؤسسات الخيرية، وذلك من خلال التبرعات النقدية والعينية، والمساهمات الدورية.

### الصدقة الجارية (الوقف الخيري)
ومن موارد العمل الخيري، الصدقة الدائمة المتجددة، التي تبقى للمسلم بعد موته، ويظل أجرها محسوباً له ما دام هناك من ينتفع بها، وفيها جاء الحديث الصحيح: (إذا مات ابن آدم انقطع عمله، إلا من ثلاث: صدقة جارية، أو علم ينتفع به، أو ولد صالح يدعوا له)، وتتمثل في الوقف الخيري، الذي يخرج فيه المسلم من ملكه الخاص، ليجعله لله، أي للخير ومظانّه على التأبيد، فيحبس الأصل المملوك، ويجعل عوائده لله.
كما أن هذه المصادر بعضها دوري، وبعضها غير دوري، بعضها مطلوب طلب الفريضة، وبعضها مطلوب طلب الفضيلة، وكلها في مجموعها روافد ومصادر أساسية ومهمة لتمويل عمل الخير، وبقائه، حتى يستمر في تحقيق أهدافه.

### التطوع
وهو تقديم المساعدة للناس دون انتظار مقابل، ولقد قال تعالى: «ومن تطوع خيراً فهو خير له».

## مجالات العمل الخيري
| كفالة ورعاية الأيتام                  | إطعام الجائعين                        | سقاية العاطشين       | كسوة العريان                |
| رعاية الأرامل                         | مساعدة الفقراء والمساكين              | الإحسان إلى الجيران  | مساعدة الغارمين             |
| المساهمة في نشر التعليم               | إغاثة ذي الحاجة الملهوف               | استضافة ابن السبيل   | إيتاء ذي القربى حقه         |
| رعاية المعوقين وذوي الإحتياجات الخاصة | رعاية المعوقين وذوي الإحتياجات الخاصة | تفريج كربة المكروبين | وما إلى ذلك من أعمال الخير. |

## نماذج تاريخية من أدوار العمل الخيري
تميل النفس البشرية بفطرتها للعطاء وبذل الخير، منذ بداية الإنسانية، ونشير هنا إلى أبرز النماذج التاريخية للعمل الخيري في الإسلام:

### أولاً: النموذج النبوي
كثرة إنفاقه: روى ابن جرير أن رجلاً أتى ﷺ، فسأله، فأعطاه، ثم أتاه آخر، فسأله فوعده؛ فقام عمر، فقال: يا رسول الله، سُئِلت فأعطيتَ، ثم سُئِلتَ فوعدتَ، ثم سُئِلت فوعدتَ؛ فكأن رسول الله كرهها، فقام عبد الله بن حذافة السهمي، فقال: أنفق يا رسول الله، ولا تخشَ من ذي العرش إقلالاً، فقال: "بذلك أُمِرتُ.
إطعام أهل الصفة: روى البيهقي عن سلمة بن الأكوع، قال: كان رسول الله يصلي بأصحابه، ثم ينصرف فيقول لأصحابه: "ليأخذ كلٌّ رجل بقدر ما عنده"، فيذهب الرجل بالرجل والرجلين والثلاثة، ويذهب رسول الله بالباقين.

### ثانياً: نماذج من عصر الصحابة
طلحة بن عبيد الله: كان يلقب طلحة بالفيَّاض، لكثرة سخاءه، فقد روى أحمد في الزهد عن الحسن، قال: "باع طلحة أرضاً له بسبعمائة ألف، فبات ذلك المال عنده ليلة، فبات أرِقاً من مخافة ذلك المال، حتى أصبح ففرَّقه.
عبد الرحمن بن عوف: ذكر الذهبي أن عبد الرحمن بن عوف: "أوصى بخمسين ألف دينار في سبيل الله، فكان الرجل يُعطى منها: ألف دينار."
عثمان بن عفان: عن أبي مسعود قال: كنا مع النبي ﷺ في غَزَاة، فأصاب الناس جهد، حتى رأيت الكآبة في وجوه المسلمين، والفرح في وجوه المنافقين، فلما رأى ذلك رسول الله، قال: "والله لا تغيب الشمس حتى يأتيكم الله برزق"، فعلم عثمان أن الله ورسوله سيصدقان، فاشترى عثمان أربعة عشر راحلة بما عليها من الطعام، فوجه إلى النبي منها بتسع، فلما رأى ذلك رسول الله، قال: ما هذا؟ قال: أهدى إليك عثمان، فعرف الفرح في وجه رسول الله، والكآبة في وجوه المنافقين، فرأيت رسول الله، قد رفع يديه حتى رئي بياض إبطيه، يدعو لعثمان دعاء ما سمعته دع لأحد قبله ولا بعده: اللهم أعط عثمان، اللهم افعل بعثمان.

### ثالثاً: نماذج بعد عصر الصحابة
الليث بن سعد: أحد أئمة الفقه والحديث، فقد ذكر الذهبي عن حرملة، أن الليث كان يصل مالكاً بمائة دينار في السنة، فكتب مالك إليه: "عليَّ دَين، فبعث إليه بخمس مائة دينار، فسمعت ابن وهب يقول: كتب مالك إلى الليث: إني أريد أن أدخل بنتي على زوجها، فأحبُّ أن تبعث لي بشيء من عُصفر، فبعث إليه بثلاثين حملاً عُصفراً، فباع منه بخمس مائة دينار، وبقى عنده فضله"، وفي حادثة أخرى أن امرأة جاءت إلى الليث، فقالت: "يا أبا الحارث، إن ابناً لي عليل، واشتهى عسلاً، فقال: يا غلام، أعطها مِرطا من عسل، والمرط: عشرون ومائة رطل.

### رابعاً: نماذج السلاطين من أهل الخير
وهنا نقتصر بنموذج واحد من الأمراء والسلاطين، الذين اهتموا بعمل الخير، وهو الملك المعظم مظفر الدين، صاحب إربيل، ممن له في فعل الخير غرائب، ولم يكن في الدنيا أحبُّ شيء إليه من الصدقة، كان له كل يوم قناطير مقنطرة من الخبز، يفرِّقها على المجاويع، في عدة مواضع من البلد، يجتمع في كل موضع، خلق كثير يفرِّق عليهم في أول النهار، وإذا نزل من الركوب يكون قد اجتمع جمع كبير عند الدار، فيدخلهم إليه، ويدفع لكل واحد كسوة على قدر الفصل من الشتاء أو الصيف أو غيرهما، ومع الكسوة شيء من الذهب، ومن الدينار إلى الاثنين والثلاثة وأقل وأكثر.

## المقاصد الشرعية للعمل الخيري
الحرية: جاء الإسلام من أجل تحرير الإنسان من أغلال عبودية العباد إلى عبادة رب العباد، ومن أجل تأكيد هذا المقصد، ربط الإسلام العمل الخيري بالحرية، قصد تحرير النفس من جميع القيود التي تعرقل حركتها، فالعمل الخيري عندما يكون عطاء بلا مقابل مادي، هو تحرير للنفس.
مكافحة مشكلة الفقر: يُعَدّ الفقر مشكلة اقتصادية، ومعضلة اجتماعية، تئنُّ منها المجتمعات، وقد قسَّم الله خلقَه إلى أغنياء وفقراء، ولا تتم مصالح الخلق إلا بسدّ خُلَّة الفقير، فأوجب الله في فضول أموال الأغنياء ما يسدّ به خُلّة الفقراء.
تحقيق السلم الاجتماعي والسلام العالمي: إن المسلم لم يميز بين المسلم وغيره في فعل الخير، فيقدم الخير لكل من هو في حاجة إليه، ويُعدّ نشر روح التآخي والتراحم والتكاتف والتعاون والتعايش في المجتمع، من المصالح المعتبرة والمقاصد الجليلة التي سعى الإسلام إلى تحقيقها.
حفظ الكليات الخمس: يسعى العمل الخيري إلى المحافظة عليها وتنميتها، قال الشاطبي: "اتفقت الأمة بل سائر الملل، على أن الشريعة وضعت للمحافظة على الضروريات الخمس وهي: الدين، والنفس، والنسل، والمال، والعقل، وعلمها عند الأمة كالضروري.

## أثر العمل الخيري على المجتمع
حرَصَ الإسلام على القيام بعمل الخير، والعناية بالعجَزَة وكبار السن، وراعى هذا الحق لجميع مواطنيه، ولو لم يكونوا مسلمين، فعن عمر بن الخطاب: أنه مر بشيخ من أهل الذمة يسأل على أبواب المساجد، فقال: ما أنصفناك أن كنا أخذنا منك الجزية في شبيبتك، ثم ضيعناك في كبرك، ثم أجرى عليه من بيت المال ما يصلحه.
فالعمل الخيري المتمثل في التكافل الاجتماعي، وشعور الأغنياء بالفقراء والمحتاجين، يُحدِث قفزة نوعية في الاستقرار الاجتماعي، والرضا النفسي لدى المستفيدين، بدلاً من أن يتحصل الفقراء على حاجياتهم عن طريق السرقة والسطو والنهب، يحصلون عليها عن طريق الحلال المتمثل في أخذ الصدقات من الأغنياء.
كما أن تفعيل التكافل الاجتماعي في عمل الخير يقضي على الروح الإنتقامية المشحونة بالحسد والكره للأغنياء، مما يجعل المجتمع يعيش في تآخ ووئام، ويساهم في تعزيز الشعور بالأخوة الإسلامية، وتعزيز الاستقرار الاقتصادي، ويعمل على تخفيض معدلات البطالة والفقر وزيادة دخل الفرد، وتحقيق نمو في الناتج المحلي.

## العمل الخيري في اليهودية والمسيحية
لقد حثَّت الديانات السماوية على العمل التطوعي الخيري، الذي تمثل في تقديم المساعدات للفقراء والفئات المحتاجة، وقد ارتبط العمل الخيري التطوعي في الدواعي الدينية بعمل الخير بشكل مطلق، حتى يمكن القول أن الخير والعطاء جزء من العبادات.
فاليهودية: حدَّدت كثير من آيات العهد القديم (التوراة) نماذج لما نعرفه اليوم بالرعاية الاجتماعية والعمل الخيري التطوعي، وجاءت المسيحية في أصولها مكملة للديانة اليهودية، واستمراراً في اتجاهاتها نحو الإحسان ورعاية المحتاجين، والعمل الخيري في مضمونه، هو مظهر للتعايش والتآزر، الذي تحث عليه مختلف الديانات السماوية، ولا جرم أننا نجد تأثيراً للديانة "المسيحية" من خلال الدور التاريخي للكنيسة على القوانين التي سادت في أوربا، إلا أن العلاقة بين المؤسسات الخيرية الغربية والكنيسة أوثق وأمتن، إلى الحدّ الذي جعل العمل الخيري رسالة تحملها الكنيسة عبر قرون، ومهمة خاصة احتكرتها لوحدها في العصور الوسطى.
اهتمت المسيحية برعاية الأيتام والأرامل، وأنشأت بيوت المحبة (الملاجئ)، وفي كل الأحوال هنالك دور كبير للعمل الخيري التطوعي، فالمسيحي الميسور يعطي الكنيسة، لعمل المشروعات الخيرية المختلف.

## العمل الخيري في الغرب
ارتبطت نشأت العمل الخيري في الغرب بسياق ديني، وحركة مجتمعية خاصة، وانتشر على نطاق واسع وبحجم كبير، ليؤدي دوراً كبيراً في الحياة:
ففي الولايات المتحدة أكثر من مليون ونصف مؤسسة خيرية غير ربحية، ويبلغ عدد المنخرطين في أعمال تطوعية نحو ثلاثة وتسعين مليون متطوع.
وفي بريطانيا أكثر من عشرين مليون شخص من البالغين يمارسون نشاطاً تطوعياً منظماً كل عام، وتبلغ ساعات العمل التطوعية الرسمية نحو تسعين مليون ساعة عمل كل أسبوع.
وفي فرنسا، جاء في تقرير لجمعية فرنسا للشؤون الاجتماعية أن أكثر من عشرة ملايين فرنسي يتطوعون في آخر الأسبوع للمشاركة في تقديم خدمات خيرية اجتماعية في مجالات مختلفة، وتحظى فرنسا بنحو ستمائة ألف مؤسسة خيرية غير ربحية.
وفي ألمانيا تشير الإحصاءات إلى أن نحو من (45%) من الألمان ممن تجاوزوا الخامسة عشرة ينخرطون في أعمال خيرية تطوعية.

## روابط خارجية
- العمل الخيري: دراسة تأصيلية تاريخية
- ثقافة العمل الخيري: كيف نُرسّخُها؟ وكيف نُعمّمُها؟